# 奥尔良领地
奥尔良领地（英語：或），为美国历史上的合并建制领土之一，存续时间为1804年10月1日至1812年4月30日。1812年4月30日，奥尔良领地以路易斯安那州的名称加入联邦。1804年，美国从法国手中购买的路易斯安那北纬33度线以南部分成为奥尔良领地，其余部分成为路易斯安那特区（不久更名为路易斯安那领地，奥尔良领地以路易斯安那州名义加入联邦后，又更名为密苏里领地）。
1805年4月10日，成立了12个县，分别为奥尔良县、拉福什县、German Coast、阿卡迪亚县、伊贝维尔县、Attakapas县、Pointe Coupée县、奥珀卢萨斯县、拉皮德县、肯考迪娅县、纳基托什县、沃希托县。

## 行政
威廉·C·C·克萊博恩为首任也是唯一一任奥尔良领地總督，之后，他成为路易斯安那州第一任州长。